# 窄鰭桂脂鯉
窄鰭桂脂鯉，為輻鰭魚綱脂鯉目脂鯉亞目脂鯉科的其中一個種，為熱帶淡水魚，分布於南美洲巴拉圭河及烏拉圭河流域，體長可達9.4公分，棲息在底中層水域，生活習性不明。